# Retículo (mira)

Comparação de diferentes retículos usados em miras telescópicas. O canto inferior direito representa um retículo encontrado na luneta PSO-1 de um fuzil sniper SVD Dragunov russo.

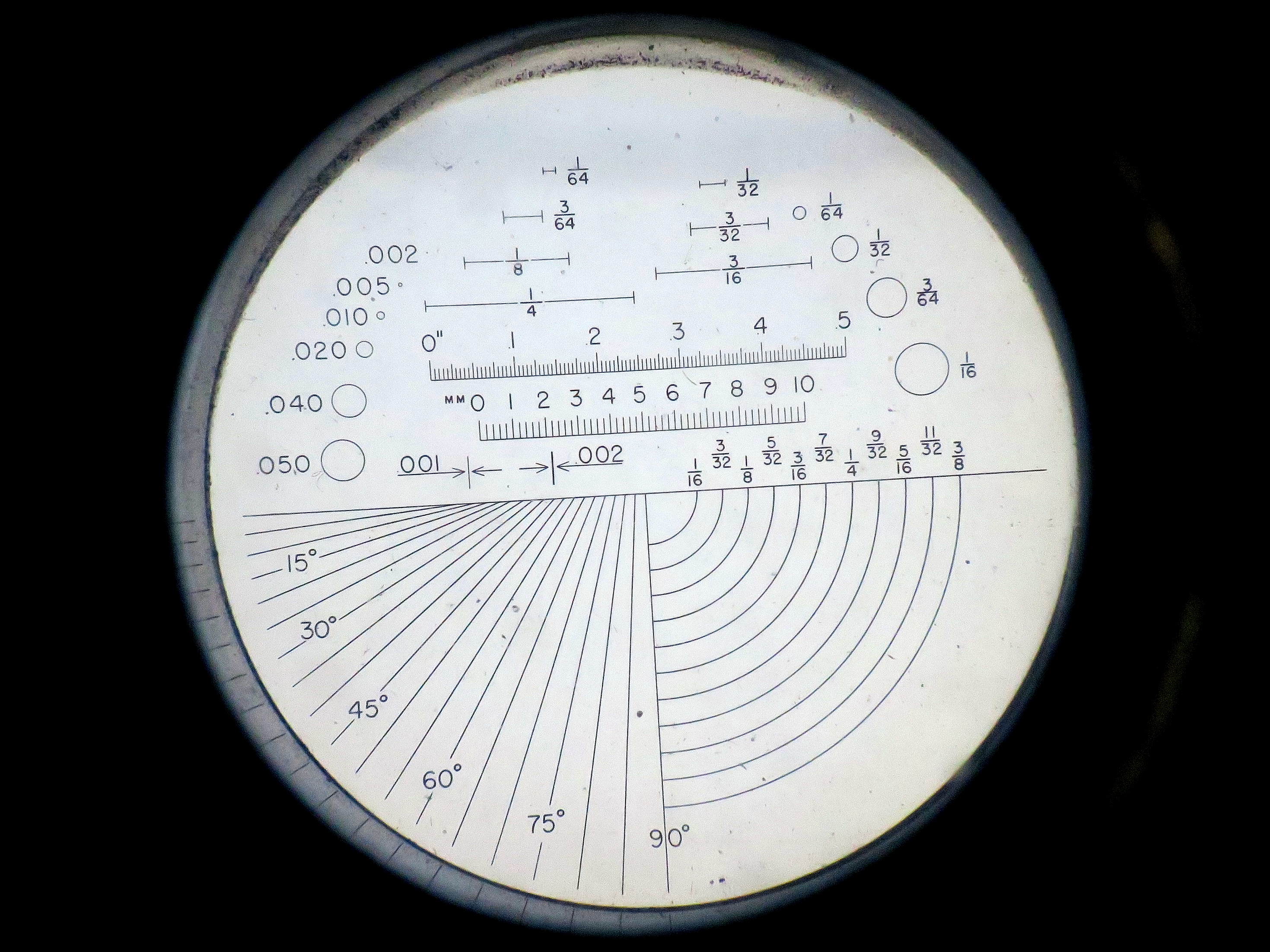
Retículo do medidor de bolso Bell & Howell.

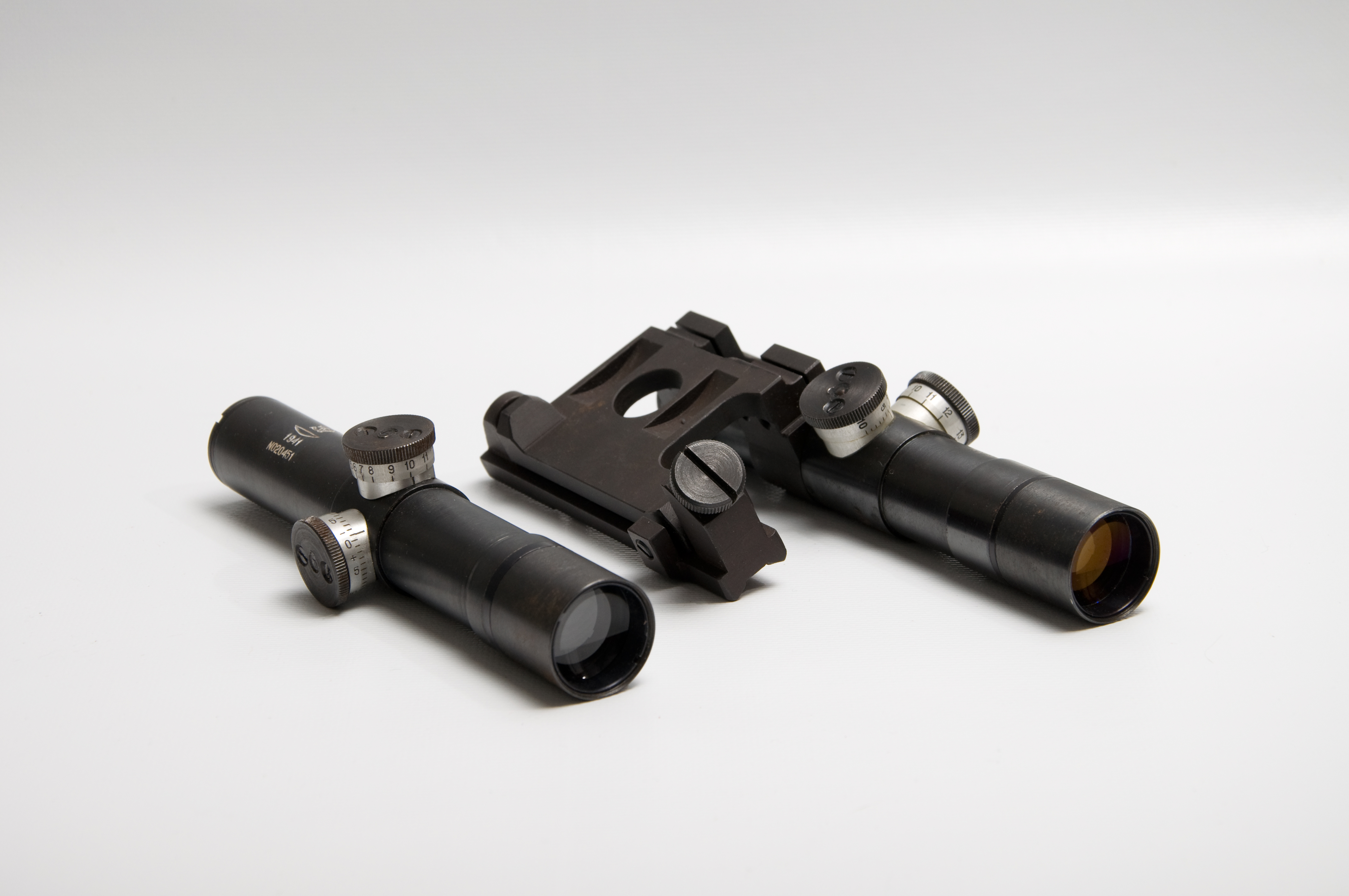
Acessório de retículo (PD-8) usado em fuzis de precisão.

Um retículo é um padrão de linhas finas ou marcações embutidas na ocular de um dispositivo óptico, como uma mira telescópica, telescópio, teodolito, microscópio óptico ou a tela de um osciloscópio, para fornecer referências de medição durante inspeções visuais. O termo retículo vem do latim reticulum, que significa pequena rede.

## Usos

### Armas de fogo
Miras telescópicas para armas de fogo são o dispositivo mais frequentemente associado a retículos. A mídia, através do cinema e dos vídeo games, frequentemente usam a linha da cruzeta da mira telescópica como um recurso dramático, o que deu aos retículos ampla visibilidade cultural.

#### Forma do retículo
Embora as tradicionais linhas finas de cruzeta sejam o formato original e ainda o mais familiar de retículo, elas são realmente mais adequadas para mira de precisão em alvos de alto contraste, pois as linhas finas se perdem facilmente em fundos complexos, como aqueles encontrados durante a caça. Barras mais grossas são muito mais fáceis de discernir contra um fundo complexo, mas não têm a precisão das barras finas. Os tipos mais populares de retículo em lunetas modernas são variantes do retículo duplex, com barras grossas no perímetro e finas no meio. As barras grossas permitem que o olho localize rapidamente o centro do retículo, e as linhas finas no centro permitem uma mira de precisão. As barras finas em um retículo duplex também podem ser projetadas para serem usadas como uma medida. Chamado de retículo 30/30, as barras finas em tal retículo abrangem 30 minutos de arco (0,5º), o que é aproximadamente igual a 30 polegadas a 100 jardas ou 90 centímetros a 100 metros. Isso permite que um atirador experiente deduza, com base no tamanho conhecido de um objeto em vista (em vez de adivinhar ou estimar), o alcance dentro de um limite de erro aceitável.

#### Retículos de arame

Retículo "FinnDot" gravado (um retículo regular de mil-dot com a adição de suportes de telêmetro (estadiamétricos) de 400m a 1200m para alvos de 1 metro de altura ou 0,5 metro de largura a 400, 600, 800, 1000 e 1200 metros). A iluminação do retículo é fornecida por uma ampola de trítio embutida na torre de elevação.

Originalmente, as retículas eram construídas com cabelo ou teia de aranha, materiais suficientemente finos e resistentes. Muitas miras modernas usam retículas de arame, que podem ser achatadas em vários graus para alterar a largura. Esses arames geralmente são prateados, mas parecem pretos quando iluminados por trás pela imagem que passa pela ótica da mira. Retículos de arame são, por natureza, bastante simples, pois requerem linhas que atravessam todo o retículo, e os formatos são limitados às variações de espessura permitidas pelo achatamento do arame; retículas duplex e retículas com pontos são possíveis, e múltiplas linhas horizontais ou verticais podem ser usadas. A vantagem das retículas de arame é que elas são bastante resistentes e duráveis, e não obstruem a passagem de luz pela mira.

#### Retículos gravados

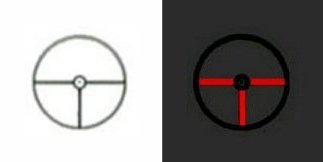
Retículos de luz diurna e de baixa luminosidade da mira reflexiva integral usada nos modelos FN P90 / PS90 USG.

A primeira sugestão para retículos de vidro gravado foi feita por Philippe de La Hire em 1700. Seu método era baseado na gravação das linhas em uma placa de vidro com uma ponta de diamante. Muitos retículos modernos são, na verdade, gravadas em uma placa fina de vidro, o que permite uma latitude muito maior nas formas. Retículos de vidro gravado podem ter elementos flutuantes, que não cruzam o retículo; círculos e pontos são comuns, e alguns tipos de retículos de vidro têm seções complexas projetadas para uso em estimativa de alcance e queda da bala e compensação de deriva (consulte balística externa). Uma desvantagem potencial dos retículos de vidro é que a superfície do vidro reflete um pouco de luz (cerca de 4% por superfície em vidro não-revestido), diminuindo a transmissão através da luneta, embora essa perda de luz seja quase zero se o vidro for multirrevestido (o revestimento é a norma para todos os produtos ópticos modernos de alta qualidade).

#### Retículos iluminados
Os retículos podem ser iluminadas por um tubo de luz de plástico ou fibra óptica que coleta a luz ambiente ou, em condições de baixa luminosidade, por um LED alimentado por bateria. Algumas miras também utilizam o decaimento radioativo do trítio para iluminação que pode durar 11 anos sem o uso de bateria, como na mira britânica SUSAT para o fuzil de assalto SA80 (L85) e na mira americana ACOG (Advanced Combat Optical Gunsight). O vermelho é a cor mais comumente usada, pois é a menos destrutiva para a visão noturna do atirador, mas alguns produtos utilizam iluminação verde ou amarela, seja como uma única cor ou alterável por seleção do usuário.

### Plano focal do retículo
O retículo pode estar localizado no plano focal frontal ou traseiro (Primeiro Plano Focal, PPF) ou Segundo Plano Focal (SPF) da mira telescópica. Em miras telescópicas de potência fixa não há diferença significativa, mas em miras telescópicas de potência variável o retículo do plano frontal permanece em um tamanho constante em comparação com o alvo, enquanto os retículos do plano traseiro permanecem em um tamanho constante para o usuário conforme a imagem do alvo cresce e encolhe. Os fabricantes de óptica de ponta americanos e europeus muitas vezes deixam o cliente escolher entre um retículo montado em PPF ou SPF.

#### Retículos colimados

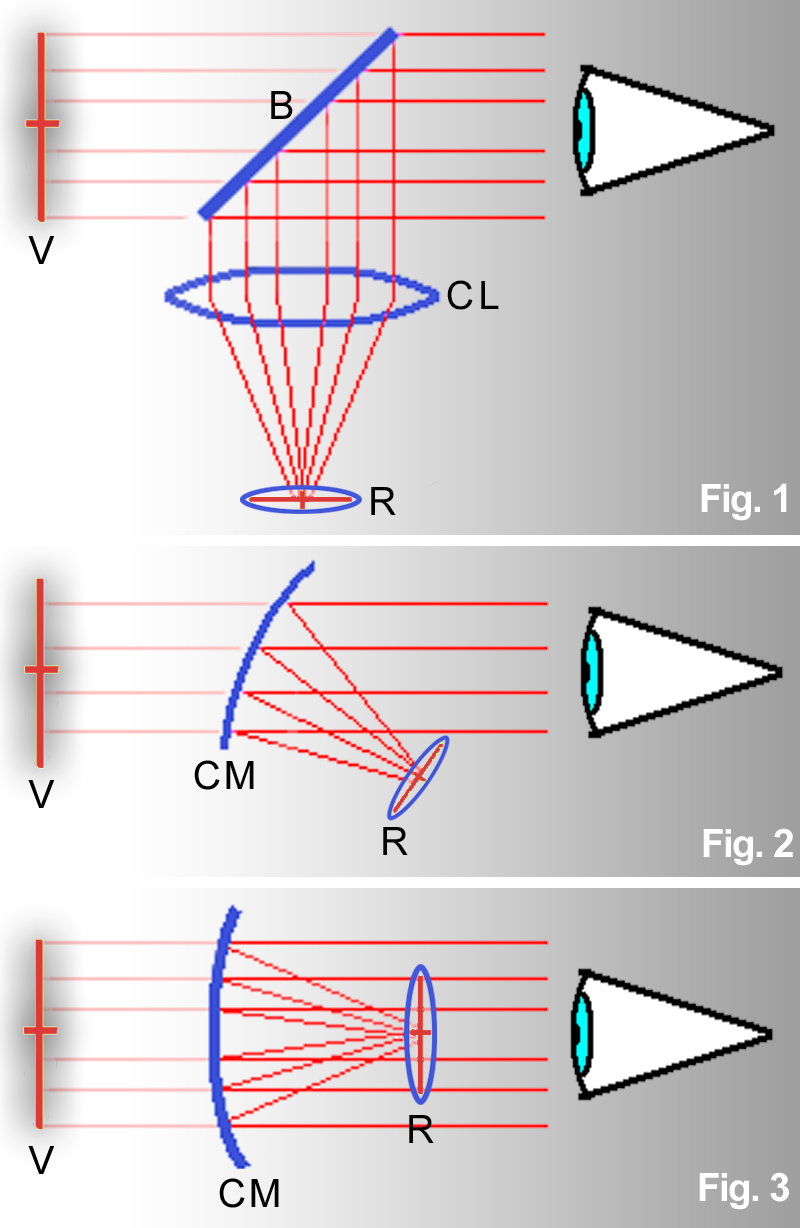
Diagrama de três tipos de miras refletoras que produzem retículos colimados. A superior utiliza uma lente colimadora (LC) e um divisor de feixe (F) para criar uma imagem virtual no infinito (V) de um retículo (R). As duas inferiores utilizam espelhos curvos semiprateados (EC) como óptica colimadora, com o retículo deslocado ou entre o espelho e o observador.

Retículos colimados são produzidos por dispositivos ópticos não-ampliadores, como miras refletoras (frequentemente chamadas de miras reflexivas) que dão ao observador uma imagem do retículo sobreposta ao campo de visão e miras de colimador cego que são usadas com ambos os olhos. Retículos colimados são criados usando colimadores ópticos refrativos ou reflexivos para gerar uma imagem colimada de um retículo iluminado ou reflexivo. Esses tipos de miras são usados em equipamentos de levantamento topográfico ou triangulação, para auxiliar na mira de telescópios celestes e como miras em armas de fogo. Historicamente, eles eram usados em sistemas de armas militares maiores que podiam fornecer uma fonte elétrica para iluminá-los e onde o operador precisava de um amplo campo de visão para rastrear e medir o alcance de um alvo em movimento visualmente (ou seja, armas da era pré-laser/radar/computador). Mais recentemente, miras usando diodos emissores de luz duráveis de baixo consumo de energia como o retículo (chamadas de miras de ponto vermelho) tornaram-se comuns em armas leves, com versões como a Aimpoint CompM2 sendo amplamente utilizadas pelas Forças Armadas dos EUA.

#### Retículos holográficos
Miras de armas holográficas usam uma imagem holográfica de um retículo em um intervalo definido finito embutido na janela de visualização e um diodo laser colimado para iluminá-lo. Uma vantagem das miras holográficas é que elas eliminam um tipo de problema de paralaxe encontrado em algumas miras baseadas em colimadores ópticos (como a mira de ponto vermelho) onde o espelho esférico usado induz aberração esférica que pode fazer com que o retículo se desvie do eixo óptico da mira. O uso de um holograma também elimina a necessidade de revestimentos refletivos de banda estreita para escurecimento de imagem e permite retículos de quase qualquer formato ou tamanho de milirradiano. Uma desvantagem da mira de armas holográficas pode ser o peso e a menor vida útil da bateria. Assim como as miras de ponto vermelho, as miras de armas holográficas também se tornaram comuns em armas leves com versões como a Eotech 512.A65 e modelos semelhantes distribuídos pelas Forças Armadas dos EUA e várias agências de aplicação da lei.

### Topografia e astronomia
Em instrumentos mais antigos, os retículos e as cruzetas de marcas de estádia eram feitas usando fios retirados do casulo da aranha-marrom. Essa seda de aranha muito fina e forte é usada para criar um excelente retículo.

#### Topografia
Em topografia, retículos são projetados para usos específicos. Níveis e teodolitos teriam retículos ligeiramente diferentes. No entanto, ambos podem ter recursos como marcas de estádia para permitir medições de distância.

#### Astronomia
Para usos astronômicos, os retículos podem ter desenhos simples de retículos ou desenhos mais elaborados para propósitos especiais. Telescópios usados para alinhamento polar poderiam ter um retículo que indicasse a posição da Estrela Polar em relação ao polo celeste norte. Telescópios usados para medições muito precisas teriam um micrômetro filar como retículo; este poderia ser ajustado pelo operador para medir distâncias angulares entre estrelas.
Para mirar telescópios, miras reflexivas são populares, geralmente em conjunto com um pequeno telescópio com retículo em forma de cruz. Elas facilitam a mira do telescópio para um objeto astronômico. A constelação Reticulum foi designada para reconhecer o retículo e suas contribuições à astronomia.